# Lucilia andrewsi
Lucilia andrewsi este o specie de muște din genul Lucilia, familia Calliphoridae, descrisă de Senior-white în anul 1940. Conform Catalogue of Life specia Lucilia andrewsi nu are subspecii cunoscute.